# Bobby Mitchell
Robert Cornelius Mitchell, detto Bobby (Hot Springs, 6 giugno 1935 – Washington, 5 aprile 2020), è stato un giocatore di football americano statunitense che ha militato nei ruoli di halfback e flanker per i Cleveland Browns e i Washington Redskins della National Football League (NFL). Al college ha giocato a football all’Università dell'Illinois. È stato inserito nella Pro Football Hall of Fame nel 1983.

## Carriera professionistica

### Cleveland Browns
Mitchell fu scelto nel corso del settimo giro del Draft NFL 1958 dai Cleveland Browns dove giocò come halfback. In coppia con Jim Brown diede ai Browns uno dei più efficienti reparti dei running back tra il 1958 e il 1961.
Nella sua stagione da rookie, Mitchell ritornò un kickoff per 98 yard. Un anno dopo contro Washington corse per 232 yard, compresa una corsa da touchdown da 90 yard. Quello stesso anno ritornò un punt per 78 yard contro i New York Giants.
Nelle sue stagioni con i Browns, Mitchell accumuò 2.297 yard corse, 1.463 yard ricevute, 607 yard su ritorni da punt e 1.550 yard su ritorni da kicoff, segnando 38 touchdowns. Per un certo periodo detenne il record dei Browns per il maggior numero di kickoff ritornati in touchdown e tuttora detiene la maggior media a ritorno per un rookie della franchigia (13,36 yard nel 1958).

### Washington Redskins
A causa delle pressioni per migliorare la squadra da parte del Washington Post e del governo federale degli Stati Uniti, i Washington Redskins scelsero Ernie Davis come primo assoluto nel Draft NFL 1962. A metà dicembre però, il proprietario dei Redskins George Preston Marshall annunciò che il giorno del draft aveva clandestinamente scambiato i diritti su Davis coi Cleveland Browns per Bobby Mitchell e la scelta del primo giro Leroy Jackson. All'insaputa di tutti prima del draft, Davis aveva la leucemia e morì senza aver giocato una sola gara nel football professionistico. Mitchell e Jackson si unirono ai Redskins nel 1962 insieme a John Nisby, una guardia dai Pittsburgh Steelers. I Redskins terminarono quella stagione 1962 col miglior record degli ultimi cinque anni: 5–7–2.
Bill McPeak, nel suo primo giorno come capo-allenatore, annunciò immediatamente che Mitchell avrebbe giocato come ricevitore. Nella sua prima gara a Washington ritornò un kickoff per 92 yard contro i Dallas Cowboys. A fine anno guidò la lega con 11 touchdown, 72 ricezioni e 1.384 yard ricevute, venendo convocato per il Pro Bowl.
Nel 1963, Mitchell fece registrare 69 ricezioni per 1.436 yard e 7 touchdown. Quell'anno divenne solamente il secondo giocatore della storia della lega a ricevere un passaggio da 99 yard. Nel corso dei quattro anni successivi, Mitchell totalizzò rispettivamente 60, 60, 58 e 60 ricezioni. Nel 1967, il nuovo capo-allenatore Otto Graham spostò nuovamente Mitchell nel ruolo di halfback, spostando nel contempo il miglior running back della squadra, Charley Taylor, a wide receiver. Mitchell ebbe solo un modesto successo sulle corse ma riuscì tuttavia a ricevere 60 passaggi per 866 yard e 6 touchdown.
Nel 1969, Vince Lombardi divenne il nuovo allenatore e promise a Mitchell che l'avrebbe fatto tornare a giocare come ricevitore. Nel corso del training camp però, Mitchell realizzò di aver abbandonato la forma dei tempi migliori e optò per il ritiro.
Nel corso delle sue prime sei stagioni con i Redskins, Mitchell non ricevette mai meno di 58 passaggi. Al momento del ritiro, le sue 14.078 yard nette guadagnate erano il secondo miglior risultato della storia della lega. In totale segnò 91 touchdown (18 su corsa, 65 su ricezioni, 3 su ritorni da punt e 5 su ritorni da kickoff).

## Palmarès
- Convocazioni al Pro Bowl: 4

1960, 1962, 1963, 1964
- All-Pro: 5

1959, 1960, 1962, 1963, 1964
- Leader della NFL in yard ricevute: 2

1962, 1963
- Leader della NFL in touchdown su ricezione: 1

1964
- 70 Greatest Redskins
- Washington Redskins Ring of Fame
- Numero 49 ritirato dai Washington Redskins
- Pro Football Hall of Fame